# Белен – Буна (стиролопровід)
Белен —Буна (Styrolpipeline Böhlen-Buna, PBB) — один з продуктопроводів, що обслуговують розташований на сході Німеччини нафтохімічний комплекс Белен-Шкопау-Лойна.
У середині 1990-х концерн Dow Cemical викупив установку парового крекінгу в Белені та розрахований на споживання її продукції нафтохімічний майданчик у Шкопау. В межах початої одразу після цього великої модернізації у Белені спорудили потужну (300 тисяч тонн на рік) установку з виробництва стиролу, продукція якої призначалась для розташованих у Шкопау виробництв полістиролу та бутадієн-стирольної резини. Можливо відзначити, що продукування синтетичного каучуку почалось тут ще за кілька десятків років до настання нафтохімічної епохи, коли в 1936 році запрацював завод Buna Werke, назва якого походить від бутадієн-натрієвого методу отримання каучуку та в підсумку потрапила і до назви стиролопроводу.
Транспортування стиролу до Шкопау відбувається через трубопровід довжиною 50,8 км, з діаметром 150 мм та робочим тиском 6,8 МПа. Такі параметри дозволяють прокачувати 54 м3 продукції на годину.
Можливо відзначити, що з Белена до району Шкопау/Лойна прямують й інші продуктопроводи, як-от бутадієнопровід PTB, етиленопровід EBT або пропіленопровід PBT.